# Radošovce (district de Skalica)
Pour les articles homonymes, voir Radošovce.
Radošovce (allemand : Radoschowitz ) est un village de Slovaquie situé dans la région de Trnava.

## Histoire
Première mention écrite du village en 1473.

## Démographie

### Évolution de la population
| Année:               | 1994. | 2004.   | 2014.   | 2024.   |
| -------------------- | ----- | ------- | ------- | ------- |
| Nombre de personnes: | 1781  | 1812    | 1790    | 1733    |
| Différence:          |       | +1,74 % | -1,21 % | -3,18 % |

| Année:               | 2023. | 2024.   |
| -------------------- | ----- | ------- |
| Nombre de personnes: | 1737  | 1733    |
| Différence:          |       | -0,23 % |

## Personnalités
- Ľudmila Pajdušáková (1916-1979), astronome slovaque.